# Генеральная классификация Тур де Франс

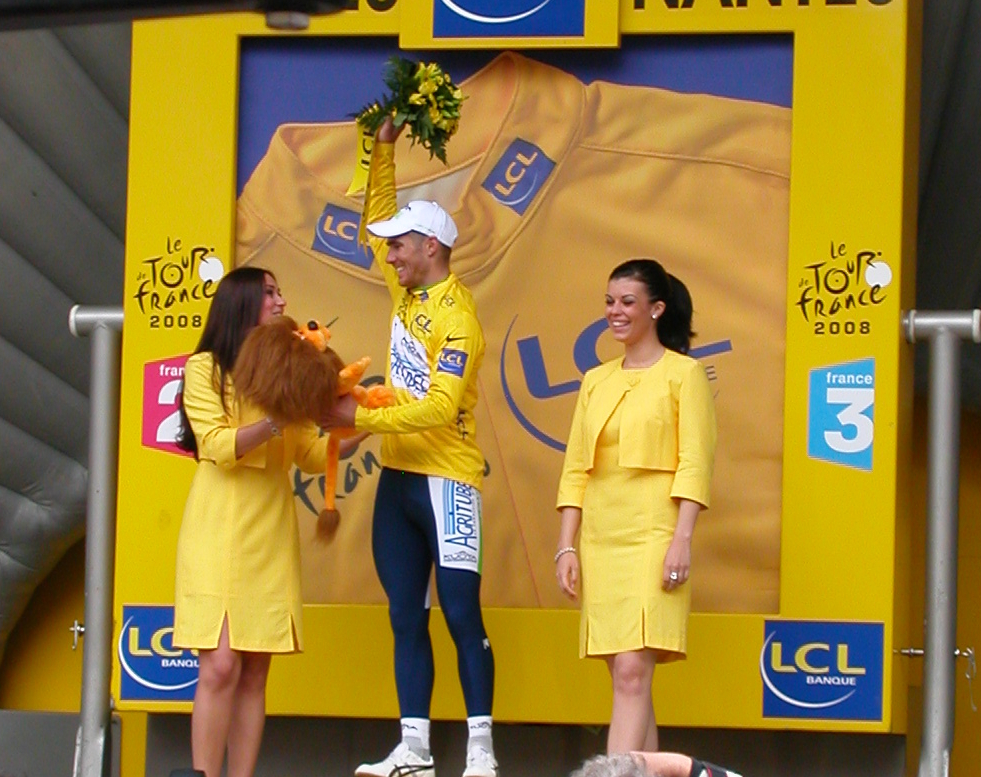
Награждение текущего лидера зачёта по окончание этапа

Генеральная классификация Тур де Франс (фр. Classement général) — классификация по которой определяют спортсмена победителя гонки. Лидер классификации носит жёлтую майку (фр. Maillot jaune) , которая появилась только в 1919 году.
Жёлтая майка лидера (фр. Maillot jaune) — отличительная майка велогонщика, лидирующего в генеральной классификации. Впервые введёная на Тур де Франс на данный момент используется во многих других велогонках. Благодаря ей легко идентифицировать текущего лидера общего зачета в пелотоне.
Два других гранд-тура также имеют аналогичные награды, но другого цвета: Джиро д’Италия — розового, а  Вуэльта Испании — красного.

## Регламент
Велогонщик, затративший наименьшее время на прохождение этапов многодневной гонки, объявляется лидером генеральной классификации всего Тура. Итог подводится после каждого тура, и жёлтую майку получает текущий лидер.

## Спонсоры
Французский банк Crédit Lyonnais, коммерческий партнёр Тур де Франса с 1981 года, спонсирует данную классификацию с 1987 года. Текущий лидер гонки в качестве сувенира получает игрушечного льва  - le lion en peluche. В 2007 году спонсором становится LCL, новое название Crédit Lyonnais после его поглощения другим банком Crédit Agricole.